# Anabremia
Anabremia is een muggengeslacht uit de familie van de galmuggen (Cecidomyiidae).

## Soorten
- A. bellevoyei (Kieffer, 1896)
- A. inquilina Solinas, 1965
- A. massalongoi (Kieffer, 1909)
- A. medicaginis Rübsaamen, 1917
- A. trotteri (Kieffer, 1909)
- A. viciae

Wikkebloemgalmug Kieffer, 1913